# 阿里·卡里米
阿里·卡里米（英譯：Mohammad Ali Karimi Pashaki，1978年11月8日—），伊朗前足球員，及後成為足球教練。

## 生涯
卡里米是2005年的亞洲足球先生，他首間效力的職業球會是於祖國的比哈斯，之後轉會至另一間阿拉伯的球會，阿拉伯聯合大公國的艾阿里3年，而卡里米出色的腳法得到「波斯」的美譽，又得到歐洲豪門球會如西甲的垂青，但卡里米卻因不想離開祖國伊朗太遠而謝絕諸隊。卡里米在2004年亞洲盃以4：3淘汰韓國的比賽中打入三球，賽後獲選本場最佳球員。2005年5月，卡里米加盟德甲班霸拜仁慕尼黑，並於對攻入一球，該入球不但令拜仁獲勝，更是卡里米於新球會的第一個入球。
卡里米於國家隊的戰衣是8號。

## 外部連結
- Official website
- Ali Karimi at TeamMelli.com
- RSSSF archive of Ali Karimi's international appearances （页面存档备份，存于）